# Thunder de Quad City
Le Thunder de Quad City (en anglais : Quad City Thunder) est une franchise américaine de basket-ball de la Continental Basketball Association disparue en 2001. Le club était situé à Quad Cities, un groupe de ville basée dans l'Illinois et l'Iowa. 

## Historique

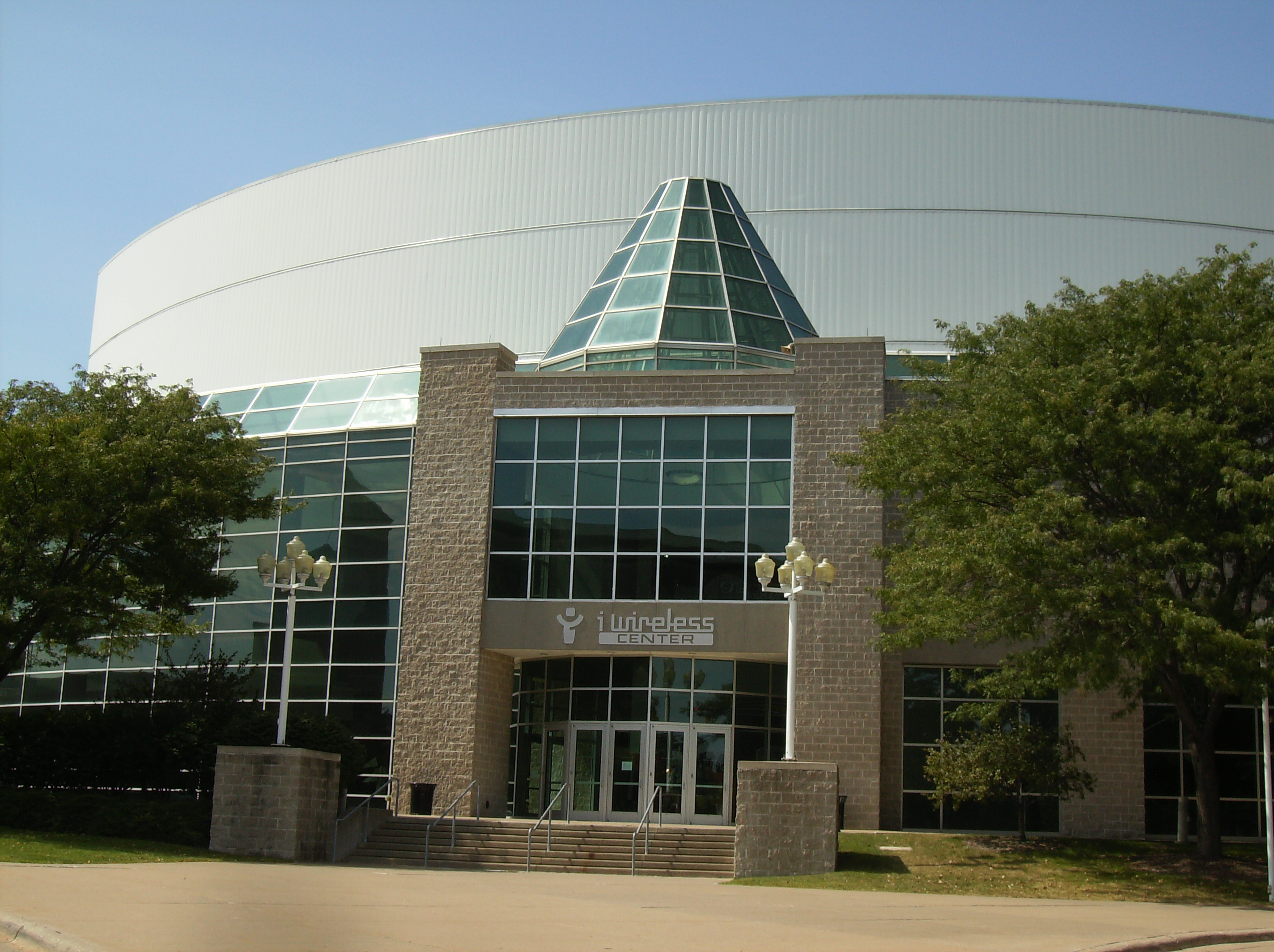
i wireless Center

## Bilan
| Saison    | Ligue | Nom                  | PJ | G  | P  | %    | Classement | Adversaire           |
| --------- | ----- | -------------------- | -- | -- | -- | ---- | ---------- | -------------------- |
| 1987-1988 | CBA   | Thunder de Quad City | 61 | 33 | 28 | 54,1 | 6e         |                      |
| 1988-1989 | CBA   | Thunder de Quad City | 60 | 38 | 22 | 63,3 | 6e         |                      |
| 1989-1990 | CBA   | Thunder de Quad City | 59 | 34 | 25 | 57,6 | 6e         |                      |
| 1990-1991 | CBA   | Thunder de Quad City | 73 | 42 | 31 | 57,5 | Finaliste  | Wichita Falls Texans |
| 1991-1992 | CBA   | Thunder de Quad City | 65 | 47 | 18 | 72,3 | 3e         |                      |
| 1992-1993 | CBA   | Thunder de Quad City | 61 | 40 | 21 | 65,6 | 5e         |                      |
| 1993-1994 | CBA   | Thunder de Quad City | 67 | 44 | 23 | 65,7 | Champion   | Omaha Racers         |
| 1994-1995 | CBA   | Thunder de Quad City | 61 | 35 | 26 | 57,4 | 5e         |                      |
| 1995-1996 | CBA   | Thunder de Quad City | 65 | 42 | 23 | 64,6 | 4e         |                      |
| 1996-1997 | CBA   | Thunder de Quad City | 61 | 29 | 32 | 47,5 | 6e         |                      |
| 1997-1998 | CBA   | Thunder de Quad City | 71 | 48 | 23 | 67,6 | Champion   | Sioux Falls Skyforce |
| 1998-1999 | CBA   | Thunder de Quad City | 66 | 34 | 32 | 51,5 | 3e         |                      |
| 1999-2000 | CBA   | Thunder de Quad City | 57 | 35 | 22 | 61,4 | 5e         |                      |
| 2000-2001 | CBA   | Thunder de Quad City | 21 | 8  | 13 | 38,1 | 8e         |                      |

## Palmarès
- Champion de la CBA : 1994 et 1996

## Joueurs célèbres ou marquants
- Anthony Bowie
- Anthony Parker
- George Gervin
- Derek Strong
- Jimmy King
- Jeff McInnis